# تپه گود کلاه سران
تپه گود کلاه سران در شهرستان مرودشت، در وسط زراعتی علی‌آباد و کمین واقع شده و این اثر در تاریخ ۲۸ تیر ۱۳۵۵ با شمارهٔ ثبت ۱۲۷۲ به‌عنوان یکی از آثار ملی ایران به ثبت رسیده است.